# Ancillista rosadoi
Ancillista rosadoi is een slakkensoort uit de familie van de Olividae. De wetenschappelijke naam van de soort is voor het eerst geldig gepubliceerd in 2004 door Bozzetti & Terzer.